# Списак споменика културе у Рашком округу
Следи списак споменика културе у Рашком округу.
| ИД      | Слика                                                                   | Назив | Адреса                 | Координате                                     | Место                | Градска општина | Општина      | Надлежни завод |
| ------- | ----------------------------------------------------------------------- | --- | ---------------------- | ---------------------------------------------- | -------------------- | --------------- | ------------ | -------------- |
| СК 155  | Манастир Ђурђеви Ступови                                                | Манастир Ђурђеви Ступови                                                                                     |                        | 43.166101°N 20.49774°E / 43.166101, 20.49774   | Врболази             |                 | Нови Пазар   | КРАЉЕВО        |
| СК 156  | Манастир Сопоћани                                                       | Манастир Сопоћани                                                                                            |                        | 43.11798°N 20.373778°E / 43.11798, 20.373778   | Дољани (Нови Пазар)  |                 | Нови Пазар   | КРАЉЕВО        |
| СК 158  | Манастир Студеница                                                      | Манастир Студеница                                                                                           |                        | 43.486517°N 20.531493°E / 43.486517, 20.531493 | Студеница            |                 | Краљево      | КРАЉЕВО        |
| СК 159  | Манастир Жича                                                           | Манастир Жича                                                                                                |                        | 43.695982°N 20.645905°E / 43.695982, 20.645905 | Крушевица            |                 | Краљево      | КРАЉЕВО        |
| СК 160  | Манастир Градац                                                         | Манастир Градац                                                                                              |                        | 43.366561°N 20.539195°E / 43.366561, 20.539195 | Дољани (Нови Пазар)  |                 | Рашка        | КРАЉЕВО        |
| СК 165  | Новопазарска тврђава                                                    | Новопазарска тврђава                                                                                         | центар Новог Пазара    | 43.139039°N 20.517042°E / 43.139039, 20.517042 |                      |                 | Нови Пазар   | КРАЉЕВО        |
| СК 166  | Јелеч рашки (тврђава)                                                   | Јелеч рашки (тврђава)                                                                                        |                        | 43.025859°N 20.561362°E / 43.025859, 20.561362 |                      |                 | Нови Пазар   | КРАЉЕВО        |
| СК 168  | Средњовековни град Маглич                                               | Средњовековни град Маглич                                                                                    |                        | 43.613864°N 20.552238°E / 43.613864, 20.552238 |                      |                 | Краљево      | КРАЉЕВО        |
| СК 170  | Црква Нова Павлица                                                      | Црква Нова Павлица                                                                                           |                        | 43.344765°N 20.649435°E / 43.344765, 20.649435 | Павлица (Рашка)      |                 | Рашка        | КРАЉЕВО        |
| СК 171  | Црква Стара Павлица                                                     | Црква Стара Павлица                                                                                          |                        | 43.348385°N 20.649103°E / 43.348385, 20.649103 | Павлица (Рашка)      |                 | Рашка        | КРАЉЕВО        |
| СК 178  | Црква Светог Ђорђа у Врху                                               | Црква Светог Ђорђа у Врху                                                                                    |                        | 43.473166°N 20.51812°E / 43.473166, 20.51812   | Врх (Краљево)        |                 | Краљево      | КРАЉЕВО        |
| СК 179  | Богородичина црква у Долцу                                              | Богородичина црква у Долцу                                                                                   |                        | 43.478211°N 20.525676°E / 43.478211, 20.525676 | Долац (Краљево)      |                 | Краљево      | КРАЉЕВО        |
| СК 180  | Црква Светог Николе у Реци (Засеок Палеж)                               | Црква Светог Николе у Реци (Засеок Палеж)                                                                    |                        | 43.464071°N 20.514122°E / 43.464071, 20.514122 | Река (Краљево)       |                 | Краљево      | КРАЉЕВО        |
| СК 181  | Црква Светог Николе у Рудном                                            | Црква Светог Николе у Рудном                                                                                 |                        | 43.414011°N 20.484435°E / 43.414011, 20.484435 | Рудно (Краљево)      |                 | Краљево      | КРАЉЕВО        |
| СК 182  | Петрова црква                                                           | Петрова црква                                                                                                | Апостола Петра и Павла | 43.161335°N 20.527304°E / 43.161335, 20.527304 | Нови Пазар           |                 | Нови Пазар   | КРАЉЕВО        |
| СК 184  | Манастир Црна Река                                                      | Манастир Црна Река                                                                                           |                        | 42.968294°N 20.447828°E / 42.968294, 20.447828 | Рибариће             |                 | Тутин        | КРАЉЕВО        |
| СК 196  | Кућа народног хероја Живана Маричића                                    | Кућа народног хероја Живана Маричића                                                                         |                        |                                                | Крушевица            |                 | Краљево      | КРАЉЕВО        |
| СК 198  | Црква брвнара у Врби                                                    | Црква брвнара у Врби                                                                                         |                        | 43.691452°N 20.782365°E / 43.691452, 20.782365 | Врба (Краљево)       |                 | Краљево      | КРАЉЕВО        |
| СК 203  | Црква брвнара са гробљем у Цветкама                                     | Црква брвнара са гробљем у Цветкама                                                                          |                        | 43.81725°N 20.657595°E / 43.81725, 20.657595   | Цветке               |                 | Краљево      | КРАЉЕВО        |
| СК 365  | Курт-Челебијина џамија у Својбору                                       | Курт-Челебијина џамија у Својбору                                                                            |                        | 43.139647°N 20.5229°E / 43.139647, 20.5229     | Нови Пазар           |                 | Нови Пазар   | КРАЉЕВО        |
| СК 366  | Хаџи Хуремова - Бор џамија са гробљем                                   | Хаџи Хуремова - Бор џамија са гробљем                                                                        | Борски кеј             | 43.139759°N 20.509065°E / 43.139759, 20.509065 | Нови Пазар           |                 | Нови Пазар   | КРАЉЕВО        |
| СК 368  | Амир-агин хан                                                           | Амир-агин хан                                                                                                | Рифата Бурџевића 2     | 43.14064°N 20.516442°E / 43.14064, 20.516442   | Нови Пазар           |                 | Нови Пазар   | КРАЉЕВО        |
| СК 369  | Пошаљи фотографију                                                      | Црква Светих Петра и Павла у Лукавици                                                                        |                        | 43.000744°N 20.329035°E / 43.000744, 20.329035 | Лукавица (Тутин)     |                 | Тутин        | КРАЉЕВО        |
| СК 379  | Црква Светог Димитрија у Јаначком Пољу                                  | Црква Светог Димитрија у Јаначком Пољу                                                                       |                        | 43.224176°N 20.295157°E / 43.224176, 20.295157 | Јаначко Поље         |                 | Нови Пазар   | КРАЉЕВО        |
| СК 385  | Дворац Белимарковића                                                    | Дворац Белимарковића                                                                                         | Улица 7. јула          | 43.618563°N 20.897417°E / 43.618563, 20.897417 | Врњачка Бања         |                 | Врњачка Бања | КРАЉЕВО        |
| СК 386  | Црква Светог Николе у Штитарима                                         | Црква Светог Николе у Штитарима                                                                              |                        | 43.217687°N 20.299803°E / 43.217687, 20.299803 | Штитаре (Нови Пазар) |                 | Нови Пазар   | КРАЉЕВО        |
| СК 387  | Пошаљи фотографију                                                      | Црква Св. Марине - Мариница                                                                                  |                        | 43.202235°N 20.372895°E / 43.202235, 20.372895 | Доиновићи            |                 | Нови Пазар   | КРАЉЕВО        |
| СК 388  | Црква Св. Петра и Павла у Попама                                        | Црква Св. Петра и Павла у Попама                                                                             |                        | 43.18002°N 20.383627°E / 43.18002, 20.383627   | Попе (Нови Пазар)    |                 | Нови Пазар   | КРАЉЕВО        |
| СК 390  | Стари хамам у Новом Пазару                                              | Стари хамам у Новом Пазару                                                                                   | Улица 7. јула 24       | 43.139415°N 20.51907°E / 43.139415, 20.51907   | Нови Пазар           |                 | Нови Пазар   | КРАЉЕВО        |
| СК 391  | Стари хамам у Новопазарској Бањи                                        | Стари хамам у Новопазарској Бањи                                                                             |                        | 43.156737°N 20.548478°E / 43.156737, 20.548478 | Новопазарска Бања    |                 | Нови Пазар   | КРАЉЕВО        |
| СК 392  | Црква Св. Петке у Трнави                                                | Црква Св. Петке у Трнави                                                                                     |                        | 43.299182°N 20.516814°E / 43.299182, 20.516814 | Трнава (Рашка)       |                 | Рашка        | КРАЉЕВО        |
| СК 393  | Црква Светог Лазара у Живалићима                                        | Црква Светог Лазара у Живалићима                                                                             |                        | 43.162044°N 20.330328°E / 43.162044, 20.330328 | Живалићи             |                 | Нови Пазар   | КРАЉЕВО        |
| СК 395  | Црква Светог Николе у Шумнику                                           | Црква Светог Николе у Шумнику                                                                                |                        | 43.346653°N 20.647166°E / 43.346653, 20.647166 | Шумник               |                 | Рашка        | КРАЉЕВО        |
| СК 397  | Зграда Основне школе „Четврти Краљевачки батаљон“                       | Зграда Основне школе „Четврти Краљевачки батаљон“                                                            | Олге Јовичић Рите 2    | 43.725801°N 20.684046°E / 43.725801, 20.684046 | Краљево              |                 | Краљево      | КРАЉЕВО        |
| СК 398  | Црква Св. Тројице у Краљеву                                             | Црква Св. Тројице у Краљеву                                                                                  | Трг Светог Саве        | 43.726227°N 20.683059°E / 43.726227, 20.683059 | Краљево              |                 | Краљево      | КРАЉЕВО        |
| СК 400  | Богородичина црква у Ковачеву                                           | Богородичина црква у Ковачеву                                                                                |                        | 43.218938°N 20.419203°E / 43.218938, 20.419203 | Ковачево             |                 | Нови Пазар   | КРАЉЕВО        |
| СК 401  | Велико гробље Парице у Новом Пазару                                     | Велико гробље Парице у Новом Пазару                                                                          | Рифата Бурџевића       | 43.141203°N 20.503941°E / 43.141203, 20.503941 | Нови Пазар           |                 | Нови Пазар   | КРАЉЕВО        |
| СК 402  | Пошаљи фотографију                                                      | Гробље Газилар са турбетом                                                                                   | Руђера Бошковића       | 43.130415°N 20.52277°E / 43.130415, 20.52277   | Нови Пазар           |                 | Нови Пазар   | КРАЉЕВО        |
| СК 410  | Лејлек џамија                                                           | Лејлек џамија                                                                                                |                        | 43.143141°N 20.519268°E / 43.143141, 20.519268 | Нови Пазар           |                 | Нови Пазар   | КРАЉЕВО        |
| СК 411  | Швапчића кућа у Краљеву                                                 | Швапчића кућа у Краљеву                                                                                      | Цара Лазара 24         | 43.725033°N 20.686203°E / 43.725033, 20.686203 | Краљево              |                 | Краљево      | КРАЉЕВО        |
| СК 482  | Господар Васин конак                                                    | Господар Васин конак                                                                                         | Карађорђева 3          | 43.724785°N 20.682866°E / 43.724785, 20.682866 | Краљево              |                 | Краљево      | КРАЉЕВО        |
| СК 491  | Пошаљи фотографију                                                      | Кућа народног хероја Богољуба Чупића                                                                         |                        |                                                | Мојстир              |                 | Тутин        | КРАЉЕВО        |
| СК 500  | Црква Св. Николе у Баљевцу                                              | Црква Св. Николе у Баљевцу                                                                                   |                        | 43.363082°N 20.638715°E / 43.363082, 20.638715 | Баљевац (Рашка)      |                 | Рашка        | КРАЉЕВО        |
| СК 501  | Манастир Кончулић (црква Св. Николе)                                    | Манастир Кончулић (црква Св. Николе)                                                                         |                        | 43.267722°N 20.641505°E / 43.267722, 20.641505 | Казновиће            |                 | Рашка        | КРАЉЕВО        |
| СК 511  | Аџића кућа у Краљеву                                                    | Аџића кућа у Краљеву                                                                                         | Цара Душана 39         | 43.725545°N 20.687855°E / 43.725545, 20.687855 | Краљево              |                 | Краљево      | КРАЉЕВО        |
| СК 516  | Пошаљи фотографију                                                      | Сеничића кућа                                                                                                |                        | 43.777353°N 20.793508°E / 43.777353, 20.793508 | Печеног              |                 | Краљево      | КРАЉЕВО        |
| СК 524  | Хамзагића кућа у Тутину                                                 | Хамзагића кућа у Тутину                                                                                      | Суље Хамзагића 16      | 42.990484°N 20.332549°E / 42.990484, 20.332549 | Тутин                |                 | Тутин        | КРАЉЕВО        |
| СК 528  | Пошаљи фотографију                                                      | Кућа Радомира Вујанца                                                                                        |                        | 43.368339°N 20.54443°E / 43.368339, 20.54443   | Дољани (Нови Пазар)  |                 | Рашка        | КРАЉЕВО        |
| СК 534  | Средњовековни град Рас                                                  | Средњовековни град Рас                                                                                       |                        | 43.12852°N 20.416071°E / 43.12852, 20.416071   | Себечево и Шавци     |                 | Нови Пазар   | КРАЉЕВО        |
| СК 666  | Црква Светог Николе у Новом Пазару                                      | Црква Светог Николе у Новом Пазару                                                                           | Миодрага Јовановића 12 | 43.144617°N 20.514874°E / 43.144617, 20.514874 | Нови Пазар           |                 | Нови Пазар   | КРАЉЕВО        |
| СК 667  | Горња Савина испосница                                                  | Горња Савина испосница                                                                                       |                        | 43.520485°N 20.48597°E / 43.520485, 20.48597   | Савово               |                 | Краљево      | КРАЉЕВО        |
| СК 668  | Доња Савина испосница                                                   | Доња Савина испосница                                                                                        |                        | 43.520485°N 20.48597°E / 43.520485, 20.48597   | Савово               |                 | Краљево      | КРАЉЕВО        |
| СК 670  | Споменик српским ратницима 1912-1918. у Полумиру                        | Споменик српским ратницима 1912-1918. у Полумиру                                                             |                        | 43.512892°N 20.613521°E / 43.512892, 20.613521 | Полумир              |                 | Краљево      | КРАЉЕВО        |
| СК 676  | Црква Светог Николе у Ушћу                                              | Црква Светог Николе у Ушћу                                                                                   |                        | 43.469506°N 20.617472°E / 43.469506, 20.617472 | Ушће (Краљево)       |                 | Краљево      | КРАЉЕВО        |
| СК 893  | Чардак Подгорац Игрутина                                                | Чардак Подгорац Игрутина                                                                                     |                        |                                                | Тавник               |                 | Краљево      | КРАЉЕВО        |
| СК 897  | Пошаљи фотографију                                                      | Зграда Старог суда у Новом Пазару                                                                            | Улица Ослобођења       | 43.136032°N 20.517139°E / 43.136032, 20.517139 | Нови Пазар           |                 | Нови Пазар   | КРАЉЕВО        |
| СК 898  | Управна зграда „УНИПРОМА“ у Новом Пазару                                | Управна зграда „УНИПРОМА“ у Новом Пазару                                                                     | Стевана Немање         | 43.141215°N 20.518303°E / 43.141215, 20.518303 | Нови Пазар           |                 | Нови Пазар   | КРАЉЕВО        |
| СК 899  | Зграда „Митрополија“ у Новом Пазару                                     | Зграда „Митрополија“ у Новом Пазару                                                                          | Реље Крилатице 48      |                                                | Нови Пазар           |                 | Нови Пазар   | КРАЉЕВО        |
| СК 907  | Пошаљи фотографију                                                      | Кућа Перише Дамљановића                                                                                      |                        |                                                | Дражиниће            |                 | Краљево      | КРАЉЕВО        |
| СК 950  | Курсулића кућа у Рашкој                                                 | Курсулића кућа у Рашкој                                                                                      |                        |                                                | Рашка (град)         |                 | Рашка        | КРАЉЕВО        |
| СК 971  | Јеврејско гробље у Новом Пазару                                         | Јеврејско гробље у Новом Пазару                                                                              |                        | 43.147611°N 20.513335°E / 43.147611, 20.513335 | Нови Пазар           |                 | Нови Пазар   | КРАЉЕВО        |
| СК 978  | Алтун-алем џамија                                                       | Алтун-алем џамија                                                                                            | 1. маја                | 43.136749°N 20.518629°E / 43.136749, 20.518629 | Нови Пазар           |                 | Нови Пазар   | КРАЉЕВО        |
| СК 1077 | Пошаљи фотографију                                                      | Црква Св. Катарине у Тадењу                                                                                  |                        |                                                | Тадење               |                 | Краљево      | КРАЉЕВО        |
| СК 1079 | Пошаљи фотографију                                                      | Туристички дом „Сопоћани“                                                                                    |                        |                                                | Дољани (Нови Пазар)  |                 | Нови Пазар   | КРАЉЕВО        |
| СК 1080 | Средњовековни град Брвеник са црквом Св. Николе                         | Средњовековни град Брвеник са црквом Св. Николе                                                              |                        |                                                | Бела Стена (Рашка)   |                 | Рашка        | КРАЉЕВО        |
| СК 1081 | Црква Лазарица у Пурћу                                                  | Црква Лазарица у Пурћу                                                                                       |                        | 43.186561°N 20.395569°E / 43.186561, 20.395569 | Пурће                |                 | Нови Пазар   | КРАЉЕВО        |
| СК 1082 | Пошаљи фотографију                                                      | Црква Светог Николе у Тепечима                                                                               |                        |                                                | Тепече               |                 | Краљево      | КРАЉЕВО        |
| СК 1083 | Црква Светог Алексија у Милићима                                        | Црква Светог Алексија у Милићима                                                                             |                        | 43.2942°N 20.24325°E / 43.2942, 20.24325       | Милиће               |                 | Краљево      | КРАЉЕВО        |
| СК 1493 | Кућа Марковића у Краљеву                                                | Кућа Марковића у Краљеву                                                                                     | Карађорђева 7          | 43.725243°N 20.681536°E / 43.725243, 20.681536 | Краљево              |                 | Краљево      | КРАЉЕВО        |
| СК 1494 | Старо купатило у Јошаничкој Бањи                                        | Старо купатило у Јошаничкој Бањи                                                                             |                        | 43.388614°N 20.750531°E / 43.388614, 20.750531 | Јошаничка Бања       |                 | Рашка        | КРАЉЕВО        |
| СК 1495 | Ново купатило у Јошаничкој Бањи                                         | Ново купатило у Јошаничкој Бањи                                                                              |                        | 43.388614°N 20.750531°E / 43.388614, 20.750531 | Јошаничка Бања       |                 | Рашка        | КРАЉЕВО        |
| СК 1496 | Кућа Божића у Краљеву                                                   | Кућа Божића у Краљеву                                                                                        | Танаска Рајића 12      | 43.726599°N 20.680699°E / 43.726599, 20.680699 | Краљево              |                 | Краљево      | КРАЉЕВО        |
| СК 1498 | Кућа Петровића у Краљеву                                                | Кућа Петровића у Краљеву                                                                                     | Цара Лазара 37         | 43.72394°N 20.688681°E / 43.72394, 20.688681   | Краљево              |                 | Краљево      | КРАЉЕВО        |
| СК 1501 | Окућница Славка Радојичића у Ласцу                                      | Окућница Славка Радојичића у Ласцу                                                                           |                        |                                                | Лазац                |                 | Краљево      | КРАЉЕВО        |
| СК 1504 | Црква Светог Богојављења                                                | Црква Светог Богојављења                                                                                     |                        | 43.703886°N 20.550911°E / 43.703886, 20.550911 | Врдила               |                 | Краљево      | КРАЉЕВО        |
| СК 1659 | Црква Светог Саве у Грачацу                                             | Црква Светог Саве у Грачацу                                                                                  |                        |                                                | Грачац               |                 | Врњачка Бања | КРАЉЕВО        |
| СК 1672 | Зграда Музеја „Рас“у Новом Пазару                                       | Зграда Музеја „Рас“у Новом Пазару                                                                            | Стевана Немање 1       | 43.140875°N 20.518147°E / 43.140875, 20.518147 | Нови Пазар           |                 | Нови Пазар   | КРАЉЕВО        |
| СК 2096 | Капела Белимарковића у Врњачкој Бањи                                    | Капела Белимарковића у Врњачкој Бањи                                                                         |                        |                                                | Врњачка Бања         |                 | Врњачка Бања | КРАЉЕВО        |
| СК 2098 | Пошаљи фотографију                                                      | Зграда старе школе у Ушћу                                                                                    |                        |                                                | Ушће (Краљево)       |                 | Краљево      | КРАЉЕВО        |
| СК 2175 | Пошаљи фотографију                                                      | Вила Авала                                                                                                   |                        |                                                | Врњачка Бања         |                 | Врњачка Бања | КРАЉЕВО        |
| СК 2176 | Пошаљи фотографију                                                      | Вила Ми Ла                                                                                                   |                        |                                                | Врњачка Бања         |                 | Врњачка Бања | КРАЉЕВО        |
| СК 2177 | Пошаљи фотографију                                                      | Вила „Палас” у Врњачкој Бањи                                                                                 |                        |                                                | Врњачка Бања         |                 | Врњачка Бања | КРАЉЕВО        |
| СК 2178 | Пошаљи фотографију                                                      | Зграда „Задужбина Лазара Стојадиновића”, вишег контролора поште и телеграфа и жене му Анке - „Поштански дом” |                        |                                                | Врњачка Бања         |                 | Врњачка Бања | КРАЉЕВО        |
| СК 2198 | Новаковића кућа у Краљеву                                               | Новаковића кућа у Краљеву                                                                                    |                        |                                                | Краљево              |                 | Краљево      | КРАЉЕВО        |
| СК 2223 | Пошаљи фотографију                                                      | Манастир Св. Варваре на Рељиној Градини                                                                      |                        |                                                |                      |                 | Краљево      | КРАЉЕВО        |
| СК 2225 | Римокатоличка црква светог Михаела Арканђела са Жупним двором у Краљеву | Римокатоличка црква светог Михаела Арканђела са Жупним двором у Краљеву                                      |                        |                                                | Краљево              |                 | Краљево      | КРАЉЕВО        |
| СК 2226 | Пошаљи фотографију                                                      | Црква Светог Димитрија са старим гробљем у Митровој Реци                                                     |                        |                                                | Митрова              |                 | Тутин        | КРАЉЕВО        |
| СК ?    | Пошаљи фотографију                                                      | Комплекс Пољопривредне школе „др Ђорђе Радић” у Краљеву                                                      |                        |                                                | Краљево              |                 | Краљево      | КРАЉЕВО        |